# Кабокло
Кабокло (кабоко; порт. caboclo — от тупи caa-boc «пришедшие из леса») — этническая группа в составе бразильцев, португало-индейские метисы. Крупнейшая этно-расовая группа Амазонии. Говорят по-португальски, а также на лингва-жерал. Другие названия: caboco, mameluco, cariboca, curiboca.
Сформировались в XIX веке в Амазонии, когда значительное количество белых мужчин с северо-восточного побережья Бразилии переселились в сельву для сбора каучука и началась так называемая «каучуковая лихорадка». Так как возможности вернуться у них, как правило, не было, они женились на местных индианках. Отличают себя от других метисов Амазонии — жителей сертанов сертанежу, сформировавшихся как субэтнос намного ранее, в XVII—XVIII веках.
Занимаются в основном земледелием, в городах — мелкой торговлей, в сфере обслуживания и так далее. По культуре были близки к «белым» бразильцам.
Католики, сохраняли традиционные верования, индейские песни и танцы.
Официальный праздник штата Амазонии — 24 июня — называется День кабокло (Dia do Caboclo).
В рационе очень высока доля плодов и листьев пальм рода Эвтерпа — до 42 % дневного рациона по весу (Murrieta et al., 1999).